# 藤井深造
藤井 深造（ふじい しんぞう、1893年12月13日 - 1970年9月8日）は大正～昭和期の実業家。新生三菱重工業初代社長。
広島県三次郡庄原（現庄原市）出身。

## 来歴
旧制三次中学（現三次高校）から第一高等学校を経て1918年、東京帝国大学法学部卒業。三菱合資長崎造船所に入社。営業畑を歩み常務を経て戦後1950年、過度経済力集中排除法により、同社が地域別に三分割されたうちの中日本重工業社長に就任。三社の中で最も赤字が多く、貧乏くじを引いたと言われたが、朝鮮戦争の特需などにより三社のトップに業績を引き上げた。1959年、一旦会長に退いたが、吉田義人社長の病死で再び社長に再登板。続いて日本の開放経済への移行に備えて企業体質の強化を図り1964年、三菱系3重工の合併を実現させ新生三菱重工業初代社長に就任した。翌年会長に退き1969年相談役となった。
造船、航空機、産業機械、原動機など、戦後の日本の重工業の復興と発展、輸出の推進に指導的役割を果たした。その功績により1959年藍綬褒章、1970年勲一等瑞宝章を受章している。
1970年9月8日、肺がんのため国立がんセンターで死去。告別式は9月10日、築地本願寺で行われた。